# 盧西塔尼鱷屬
盧西塔尼鱷屬（學名：Lusitanisuchus）是鱷形超目中真鱷類的一屬，化石發現於葡萄牙的多個挖掘地點，大部分是破碎的化石，地質年代橫跨侏羅紀晚期到白堊紀早期。

## 發現與命名
最早被發現的化石，是一些頜部骨頭碎片、零散的牙齒，出土於葡萄牙萊里亞區的圭馬若塔組（Guimarota Formation）地層，地質尼代相當於啟莫里階。在1970年，這些化石被列為里斯本鱷的一個種（Lisboasaurus mitracostatus），里斯本鱷當時是鱗龍超目蛇蜥類的一屬。之後，多位古生物學家將這個種被列為疑名，由於化石過於零碎，無法證實這個種跟里斯本鱷有關係。
之後研究人員重新研究圭馬若塔組的化石，發現一個頭顱骨中的齒骨，類似L. mitracostatus的正模標本。根據這個更完整的頭顱骨，顯示L. mitracostatus屬於鱷形超目，而不是蛇蜥類蜥蜴。另外，里斯本鱷也被發現屬於鱷形超目，但這個頭顱骨明顯不同於里斯本鱷。在2004年，這個種被建立為獨立的盧西塔尼鱷屬，模式種是Lusitanisuchus mitracostatus，也是目前的惟一種。
數個發現於勞爾哈丁赫羅港的牙齒，也被列入盧西塔尼鱷，地質年代相當於白堊紀早期的貝里亞階，使得盧西塔尼鱷的生存年代提早1500萬年。

## 古生物學
在侏羅紀晚期到白堊紀早期的盧西塔尼盆地，盧西塔尼鱷與許多恐龍生存於相同環境。圭馬若塔組發現的恐龍包含：暴龍超科的祖母暴龍與史托龍、鳥腳下目的葉牙龍、小型虛骨龍類的美頜龍。勞爾哈地區發現的恐龍則是梁龍科的丁赫羅龍，還有早期哺乳動物Portopinheirodon。